# Man and Wife
Man and Wife est un film américain réalisé par John L. McCutcheon, produit par un producteur indépendant et distribué par Arrow Film Corporation.

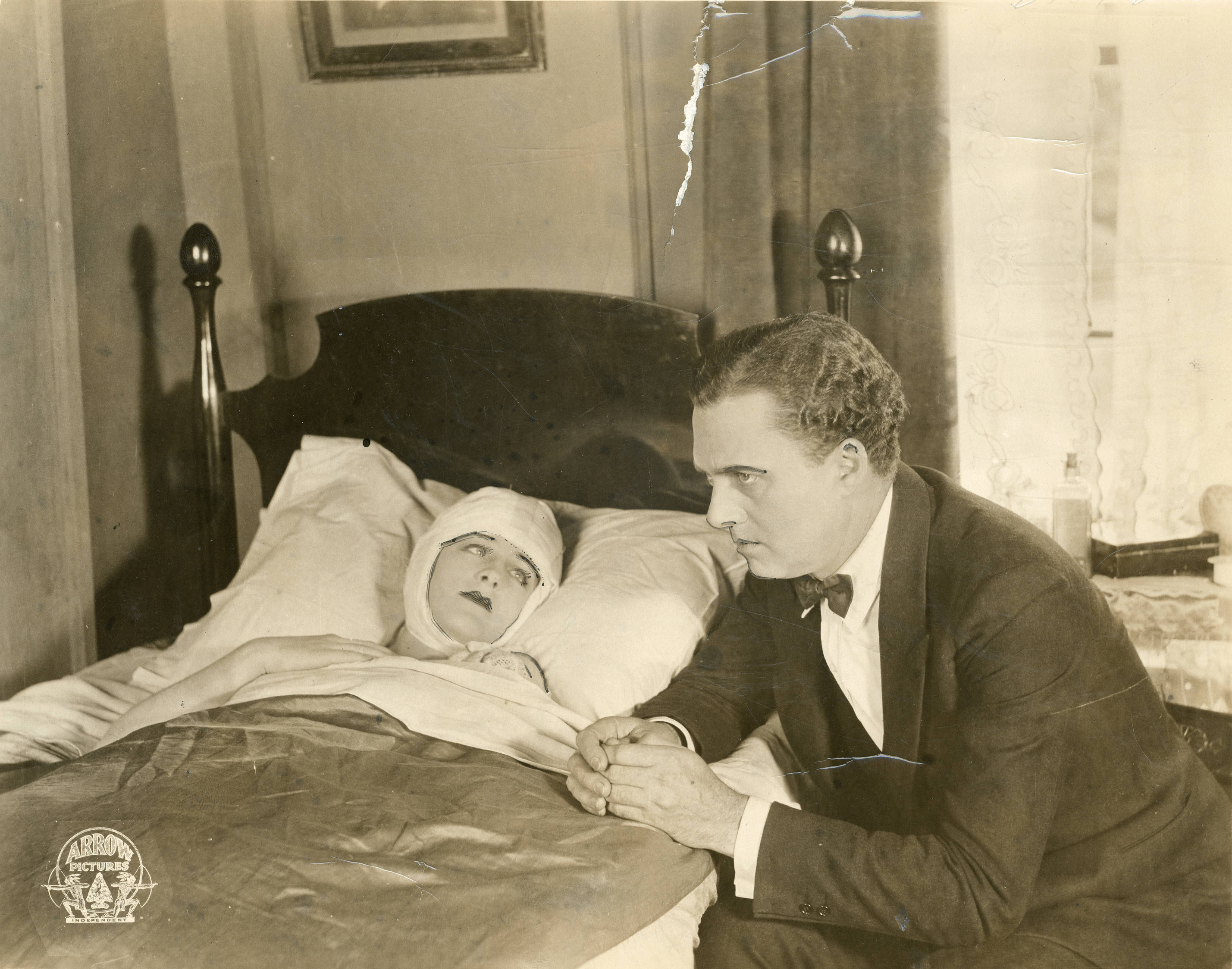
Une scène du film

Une copie en est conservée par l'UCLA Film and Television Archive.

## Fiche technique
- Réalisation : John L. McCutcheon
- Scénario : Leota Morgan (en)
- Producteur : Effanem Productions
- Distributeur : Arrow Film Corporation
- Durée : 50 minutes (5 bobines)[1]
- Date de sortie : 25 mars 1923

## Distribution
- Maurice Costello : Caleb Perkins
- Gladys Leslie : Dolly Perkins
- Norma Shearer : Dora Perkins
- Edna May Spooner : Mrs. Perkins
- Robert Elliott : Doctor Howard Fleming
- Ernest Hilliard : Walter Powell